# Kaplan International Colleges
Pour les articles homonymes, voir Kaplan.
Kaplan International Languages est une entreprise[Depuis quand ?] du secteur de l'éducation proposant des séjours linguistiques à l'étranger et un accompagnement dans l'apprentissage des langues étrangères. Kaplan International Languages est une division de la société Kaplan Inc, dont le siège social se situe à Londres. Kaplan International Languages propose des cours d'anglais, ainsi que des cours de français et d'allemand.

## Histoire
En 2007, Kaplan Inc. a acquis Aspect Education, une entreprise britannique fondée en 1967, qui offrait des cours de préparation aux examens d'anglais et des cours de base en anglais. Aspect a été combiné avec la division d'éducation en langue anglaise de Kaplan, et Kaplan Aspect a été lancé en septembre 2007.
En 2010, Kaplan Aspect et Kaplan International Pathways, la branche de Kaplan spécialisée dans la préparation des étudiants étrangers à l'entrée dans les universités britanniques, ont été regroupés dans Kaplan International.
En 2012, Kaplan International a fait l'acquisition de deux agences internationales de recrutement d'étudiants : BEO Limited au Japon et Hands On Education Consultants en Thaïlande. David Jones, PDG de Kaplan, a été nommé responsable de tous les programmes transnationaux (étudiants voyageant pour étudier) ainsi que de l'Asie-Pacifique à la suite du départ de Mark Coggins, ancien PDG de Kaplan Asia Pacific.
En 2019, Kaplan International English a changé de nom pour Kaplan International Languages, après l'acquisition de la société suisse Alpadia Language Schools et le partenariat avec Enforex, l'une des plus grandes et des plus prestigieuses entreprises de formation en espagnol en Espagne et en Amérique latine. Kaplan International Languages propose désormais des cours en anglais, français, allemand et espagnol.

## Écoles
Kaplan International Languages possède 39 écoles - 35 écoles d'anglais et 4 écoles de français et d'allemand, réparties dans 9 pays :
- Australie : Brisbane, Sydney, Perth, Melbourne et Adélaïde;
- Canada : Toronto et Vancouver  ;
- États-Unis : Boston, Chicago, Golden West College, Los Angeles Westwood et Whittier College, Miami, New York Central Park, Philadelphie, Portland, San Diego, San Francisco, Santa Barbara, SeattleDowntown et Highline Community College,Washington, D.C.;
- Irlande : Dublin ;
- Royaume-Uni : Londres (Covent Garden et Leicester Square), Bournemouth, Cambridge, Oxford, Manchester, Bath, Torquay, Édimbourg, Liverpool.
- France : Lyon;
- Allemagne : Berlin, Fribourg;
- Suisse : Montreux

Kaplan International Languages propose également des cours d'espagnol dans 4 écoles EnforexeEspagne : Barcelone, Madrid, Malaga et Valence.

### Les programmes Kaplan International Languages
Kaplan International Languages offre un large éventail de programmes d'anglais, de français, d'allemand et d'espagnol avec une durée et une intensité variables. Kaplan offre également des cours de préparation aux examens d’anglais : TOEFL, IELTS, GMAT, Cambridge, GRE et plus encore. Les étudiants peuvent également combiner un stage ou un placement professionnel rémunéré avec des cours de langue dans certaines destinations.

### Kaplan International Pathways
Kaplan International Languages travaille en étroite collaboration avec Kaplan International Pathways, une division sœur de Kaplan International Pathways, qui propose des programmes pour les étudiants qui souhaitent suivre des cours universitaires au Royaume-Uni, aux États-Unis et en Australie au niveau du premier cycle, du troisième cycle et du doctorat. La réussite au niveau requis garantit l'accès à l'une des plus de 1 000 filières d'études dans les universités partenaires suivantes :
- Bournemouth University, UK
- City University London, UK
- Cranfield University, UK
- Murdoch University, Australia
- Northeastern University, USA
- Arizona State University, USA
- Nottingham Trent University, UK
- Pace University, USA
- The University of Nottingham, UK
- The University of Tulsa, USA
- University of Adelaide, Australia
- University of Birmingham, UK
- University of Brighton, UK
- University of Glasgow, UK
- University of Liverpool, UK
- University of Westminster, UK
- University of the West of England, UK
- University of York, UK

## Hébergement
Kaplan International Languages propose plusieurs solutions d'hébergement aux étudiants :
- les familles d'accueil, ou hébergement chez l'habitant ;
- les résidences et auberges en centre-ville ;
- les campus d'universités américaines ;
- les appartements pour étudiants.

## Accréditations
Kaplan International English est accrédité par le British Council au Royaume-Uni, par l’ACCET aux États-Unis, par le NEAS en Australie, par le NZQA en Nouvelle-Zélande, par l’ACELS en Irlande, par le CAPLS au Canada ainsi que par l’Office National de Garantie des Séjours et Stages Linguistiques en France.